# Orbe (vattendrag)
Orbe är ett vattendrag i Schweiz. Det ligger i den västra delen av landet, 70 km väster om huvudstaden Bern.
Trakten runt Orbe består till största delen av jordbruksmark. Runt Orbe är det ganska tätbefolkat, med 96 invånare per kvadratkilometer.